# Notiphila triangulifera
Notiphila triangulifera är en tvåvingeart som beskrevs av Ignaz Rudolph Schiner 1868. Notiphila triangulifera ingår i släktet Notiphila och familjen vattenflugor. Inga underarter finns listade i Catalogue of Life.